# Pristimantis thymalopsoides
Espèce
Synonymes
- Eleutherodactylus thymalopsoides Lynch, 1976

Statut de conservation UICN

 EN B1ab(iii) : En danger
Pristimantis thymalopsoides est une espèce d'amphibiens de la famille des Craugastoridae.

## Répartition
Cette espèce est endémique de la province de Cotopaxi en Équateur. Elle se rencontre à Pilaló entre 2 460 et 2 480 m d'altitude sur le versant Ouest de la cordillère Occidentale.

## Description
Les mâles mesurent de 28,0 à 34,4 mm et les femelles de 51,7 à 55,4 mm.

## Publication originale
- Lynch, 1976 : New species of frogs (Leptodactylidae: Eleutherodactylus) from the Pacific versant of Ecuador. Occasional papers of the Museum of Natural History, the University of Kansas, no 55, p. 1-33 (texte intégral).